# نیروگاه برق آبی اینزانو
نیروگاه برق آبی اینزانو (به ایتالیایی: Presenzano Hydroelectric Plant) یک نیروگاه ذخیره تلمبه‌ای در ایتالیا است که در پرزنتزانو واقع شده‌است.